# الدوري الهولندي الممتاز 2005–06
الدوري الهولندي الممتاز 2005-2006 هو الموسم الخمسون من الدوري الهولندي الممتاز منذ إنشائه في عام 1955. فاز بهذا الموسم نادي آيندهوفن.

## الفرق
يشارك ما مجموعه 18 فريقا في الدوري: الفرق الخمسة عشر المتبقية من الموسم المنقضي، والفريقين الفائزين بمباريات الصعود/الهبوط إضافة إلى بطل دوري الدرجة الأولى.

## روابط خارجية
- الموقع الرسمي (بالهولندية)